# Селютіна Ірина Геннадіївна
Селютіна Ірина Геннадіївна (нар. 7 листопада 1979) — колишня казахська тенісистка.
Найвищу одиночну позицію світового рейтингу — 85 місце досягла 14 січня 2002, парну — 31 місце — 20 листопада 2000 року.
Здобула 8 одиночних та 3 парні титули.
Найвищим досягненням на турнірах Великого шолома було 3 коло в парному розряді.
Завершила кар'єру 2004 року.

## Фінали турнірів WTA

### Парний розряд: 5 (3–2)
| Легенда                             |
| ----------------------------------- |
| Великий шлем (0/0)                  |
| Tier I (0/0)                        |
| Tier II (0/0)                       |
| Tier III (0/1)                      |
| Турніри IV-ї та V-ї категорій (3/1) |

| Результат | Ранг | Дата            | Турнір                                                     | Покриття | Партнерка        | Суперниці                           | Рахунок       |
| --------- | ---- | --------------- | ---------------------------------------------------------- | -------- | ---------------- | ----------------------------------- | ------------- |
| Перемога  | 1.   | 9 травня 1999   | Warsaw Open, Польща                                        | Ґрунт    | Кетеліна Крістя  | Амелі Кокто Жанетта Гусарова        | 6–1, 6–2      |
| Поразка   | 1.   | 18 червня 2000  | Birmingham Classic, Велика Британія                        | Трава    | Кара Блек        | Рейчел Макквіллан Ліза Макші        | 6–2, 2–6, 6–3 |
| Перемога  | 2.   | 2002            | Richard Luton Properties Canberra International, Австралія | Тверде   | Нанні де Вільєрс | Саманта Рівз Адріана Серра-Дзанетті | 6–2, 6–3      |
| Перемога  | 3.   | 7 квітня 2002   | Porto Open, Португалія                                     | Ґрунт    | Кара Блек        | Крісті Богерт Магі Серна            | 7–6(8–6), 6–4 |
| Поразка   | 2.   | 15 вересня 2002 | Вайколоа, США                                              | Тверде   | Нанні де Вільєрс | Мейлен Ту Марія Венто-Кабчі         | 1–6, 6–2, 6–3 |

## Фінали ITF
| Турніри $100,000 |
| Турніри $75,000  |
| Турніри $50,000  |
| Турніри $25,000  |
| Турніри $10,000  |

### Одиночний розряд: 13 (8–5)
| Результат | Ранг | Дата              | Турнір                           | Покриття   | Суперниця           | Рахунок       |
| --------- | ---- | ----------------- | -------------------------------- | ---------- | ------------------- | ------------- |
| Перемога  | 1.   | 24 листопада 1996 | ITF Сан-Паулу, Бразилія          | Ґрунт      | Зденька Малкова     | 6–2, 6–4      |
| Поразка   | 1.   | 12 квітня 1998    | ITF Дубай, ОАЕ                   | Тверде     | Кіра Надь           | 4–6, 1–6      |
| Поразка   | 2.   | 24 травня 1998    | ITF Аземейш, Португалія          | Тверде     | Паула Ерміда        | 1–6, 1–6      |
| Поразка   | 3.   | 21 листопада 1999 | ITF Маунт-Гамбір, Австралія      | Тверде     | Голлі Паркінсон     | 4–6, 0–6      |
| Перемога  | 2.   | 18 лютого 2001    | ITF Саттон, Велика Британія      | Тверде (i) | Драгана Зарич       | 6–3, 6–1      |
| Перемога  | 3.   | 22 квітня 2001    | ITF Аллентаун, США               | Тверде     | Євгенія Куликовська | 6–4, 6–1      |
| Перемога  | 4.   | 29 квітня 2001    | ITF Джексон, США                 | Ґрунт      | Габріела Волекова   | 6–1, 6–4      |
| Перемога  | 5.   | 6 травня 2001     | ITF Дотан, США                   | Ґрунт      | Ешлі Гарклроуд      | 6–4, 6–2      |
| Перемога  | 6.   | 21 жовтня 2001    | ITF Саутгемптон, Велика Британія | Тверде (i) | Ева Дірберг         | 2–6, 6–4, 6–3 |
| Поразка   | 4.   | 28 жовтня 2001    | ITF Даллас, США                  | Тверде     | Мілагрос Секера     | 7–5, 2–6, 0–6 |
| Перемога  | 7.   | 4 листопада 2001  | ITF Гейвард, США                 | Тверде     | Мілагрос Секера     | 7–5, 6–4      |
| Перемога  | 8.   | 18 листопада 2001 | ITF Гаттісбург, США              | Тверде     | Седа Норландер      | 6–2, 6–1      |
| Поразка   | 5.   | 21 липня 2002     | ITF Ойстер-Бей, США              | Тверде     | Чо Юн Чон           | 6–7(5–7), 4–6 |

### Парний розряд: 28 (20–8)
| Результат | Ранг | Дата              | Турнір                           | Покриття   | Партнерка              | Суперниці                         | Рахунок            |
| --------- | ---- | ----------------- | -------------------------------- | ---------- | ---------------------- | --------------------------------- | ------------------ |
| Перемога  | 1.   | 17 листопада 1996 | ITF Сан-Паулу, Бразилія          | Ґрунт      | Кара Блек              | Людмила Черванова Зузана Валекова | 4–6, 6–4, 6–3      |
| Перемога  | 2.   | 24 листопада 1996 | ITF Сан-Паулу, Бразилія          | Ґрунт      | Кара Блек              | Міріам Д'Агостіні Ванесса Менга   | 3–6, 6–3, 6–2      |
| Перемога  | 3.   | 12 січня 1997     | ITF Делрей-Біч, США              | Тверде     | Кара Блек              | Брі Ріппнер Пейдж Ярошук          | 6–3, 6–3           |
| Перемога  | 4.   | 12 квітня 1997    | ITF Афіни, Греція                | Ґрунт      | Кара Блек              | Віраг Чурго Светлана Кривенчева   | 6–3, 6–4           |
| Перемога  | 5.   | 24 серпня 1997    | ITF Київ, Україна                | Ґрунт      | Кара Блек              | Наталія Єгорова Ольга Іванова     | 6–2, 6–4           |
| Перемога  | 6.   | 28 вересня 1997   | ITF Тукуман, Аргентина           | Ґрунт      | Кара Блек              | Міріам Д'Агостіні Ванесса Менга   | 6–3, 6–1           |
| Поразка   | 1.   | 24 травня 1998    | ITF Аземейш, Португалія          | Тверде     | Келлі Лігган           | Крістіна Коррея Бруна Колозіу     | 2–6, 4–6           |
| Перемога  | 7.   | 4 жовтня 1998     | ITF Санта-Клара, США             | Тверде     | Кара Блек              | Морін Дрейк Ліндсей Лі-Вотерс     | 6–4, 5–7, 6–3      |
| Поразка   | 2.   | 7 березня 1999    | ITF Дубай, ОАЕ                   | Тверде     | Лаура Голарса          | Оса Свенссон Лоранс Куртуа        | 3–6, 7–6, 0–6      |
| Перемога  | 8.   | 31 жовтня 1999    | ITF Даллас, США                  | Тверде     | Еммануель Гальярді     | Саманта Рівз Джессіка Стек        | 6–3, 6–3           |
| Перемога  | 9.   | 28 листопада 1999 | ITF Нуріутпа, Австралія          | Тверде     | Луїс Флемінг           | Рейчел Макквіллан Труді Мусгрейв  | 6–4, 6–4           |
| Поразка   | 3.   | 22 липня 2000     | ITF Мава, США                    | Тверде     | Ліза Макші             | Еві Домінікович Нірупама Санджив  | 4–6, 4–6           |
| Перемога  | 10.  | 30 липня 2000     | ITF Солт-Лейк-Сіті, США          | Тверде     | Ліза Макші             | Саманта Рівз Джессіка Стек        | w/o                |
| Поразка   | 4.   | 11 лютого 2001    | ITF Редбрідж, Велика Британія    | Тверде (i) | Тіна Кріжан            | Жулі Пуллен Лорна Вудрофф         | 1–6, 3–6           |
| Перемога  | 11.  | 15 квітня 2001    | ITF Колумбус, США                | Тверде (i) | Ліза Макші             | Аманда Огастус Сара Тейлор        | 6–1, 7–5           |
| Перемога  | 12.  | 22 квітня 2001    | ITF Аллентаун, США               | Тверде (i) | Ліза Макші             | Аманда Огастус Зузана Лешенарова  | 7–5, 6–3           |
| Перемога  | 13.  | 29 квітня 2001    | ITF Джексон, США                 | Ґрунт      | Аманда Огастус         | Зузана Лешенарова Ніколе Мельх    | 6–3, 6–3           |
| Поразка   | 5.   | 28 липня 2001     | ITF Еттенгайм, Німеччина         | Ґрунт      | Каталін Мароші         | Ева Дірберг Мая Матевжич          | w/o                |
| Перемога  | 14.  | 4 серпня 2001     | ITF Сен-Годан, Франція           | Ґрунт      | Сара Пітковскі-Малькор | Лурдес Домінгес Ліно Хісела Рієра | 6–2, 6–3           |
| Перемога  | 15.  | 9 вересня 2001    | ITF Денен, Франція               | Ґрунт      | Емілі Луа              | Деббі Гак Йоланда Менс            | 6–1, 6–3           |
| Перемога  | 16.  | 21 жовтня 2001    | ITF Саутгемптон, Велика Британія | Тверде (i) | Нанні де Вільєрс       | Любомира Бачева Олена Татаркова   | 7–6(7–5), 2–6, 6–2 |
| Поразка   | 6.   | 28 жовтня 2001    | ITF Даллас, США                  | Тверде     | Нанні де Вільєрс       | Хіракі Ріка Нана Міяґі            | 6–7(4–7), 2–6      |
| Перемога  | 17.  | 4 листопада 2001  | ITF Гейвард, США                 | Тверде     | Нанні де Вільєрс       | Аманда Огастус Абігейл Спірс      | 6–0, 7–5           |
| Поразка   | 7.   | 9 червня 2002     | ITF Сербітон, Велика Британія    | Трава      | Нанні де Вільєрс       | Жулі Пуллен Лорна Вудрофф         | 2–6, 2–6           |
| Поразка   | 8.   | 21 липня 2002     | ITF Ойстер-Бей, США              | Тверде     | Нана Міяґі             | Дженніфер Ембрі Джессіка Ленгофф  | 6–4, 4–6, 3–6      |
| Перемога  | 18.  | 28 липня 2002     | ITF Луїсвілл, США                | Тверде     | Нана Міяґі             | Міхо Саекі Рената Ворачова        | 5–7, 6–1, 7–5      |
| Перемога  | 19.  | 3 серпня 2002     | ITF Лексінгтон, США              | Тверде     | Нана Міяґі             | Рейчел Макквіллан Ліза Макші      | 6–7(2–7), 6–2, 7–5 |
| Перемога  | 20.  | 22 вересня 2002   | ITF Колумбус, США                | Тверде     | Ліза Макші             | Терін Ешлі Ешлі Гарклроуд         | w/o                |

## Юніорські фінали турнірів Великого шолома

### Дівчата, парний розряд (2–0)
| Результат | Рік  | Турнір                               | Покриття | Партнерка | Суперниці                       | Рахунок       |
| --------- | ---- | ------------------------------------ | -------- | --------- | ------------------------------- | ------------- |
| Перемога  | 1997 | Відкритий чемпіонат Франції з тенісу | Ґрунт    | Кара Блек | Мая Матевжич Катарина Среботнік | 6–0, 5–7, 7–5 |
| Перемога  | 1997 | Вімблдонський турнір                 | Трава    | Кара Блек | Мая Матевжич Катарина Среботнік | 3–6, 7–5, 6–3 |